# Dan Wlodarczyk
Dan Wlodarczyk (* 11. května 1967, České Budějovice) je český režisér a scenárista.
Vystudoval Filozofickou fakultu Univerzity Karlovy a dokumentární film na FAMU.
Zpočátku své filmové práce se zaměřil hodně na dokumenty a hudební klipy, za zmínky stojí klipy pro Buty, Žlutého psa, Láďu Křížka, Ivana Hlase a další. Poté začal točit televizní reklamy.
Mezi jeho celovečerní filmy patří Indián a sestřička a Zloději zelených koní.
V dnešní době je známý především díky své televizní seriálové tvorbě. Podílel se na režii úspěšných kriminálních seriálů Kriminálky Anděl, Případů 1. oddělení, Specialistů, Četníků z Luhačovic. Mimo tuto oblast detektivek natočil i komediální seriál Vinaři.